# Franciszek Jórasz
Franciszek Jórasz (ur. 26 września 1894 w Korczynie, zm. 1968 w Poznaniu) – podpułkownik Wojska Polskiego.

## Życiorys

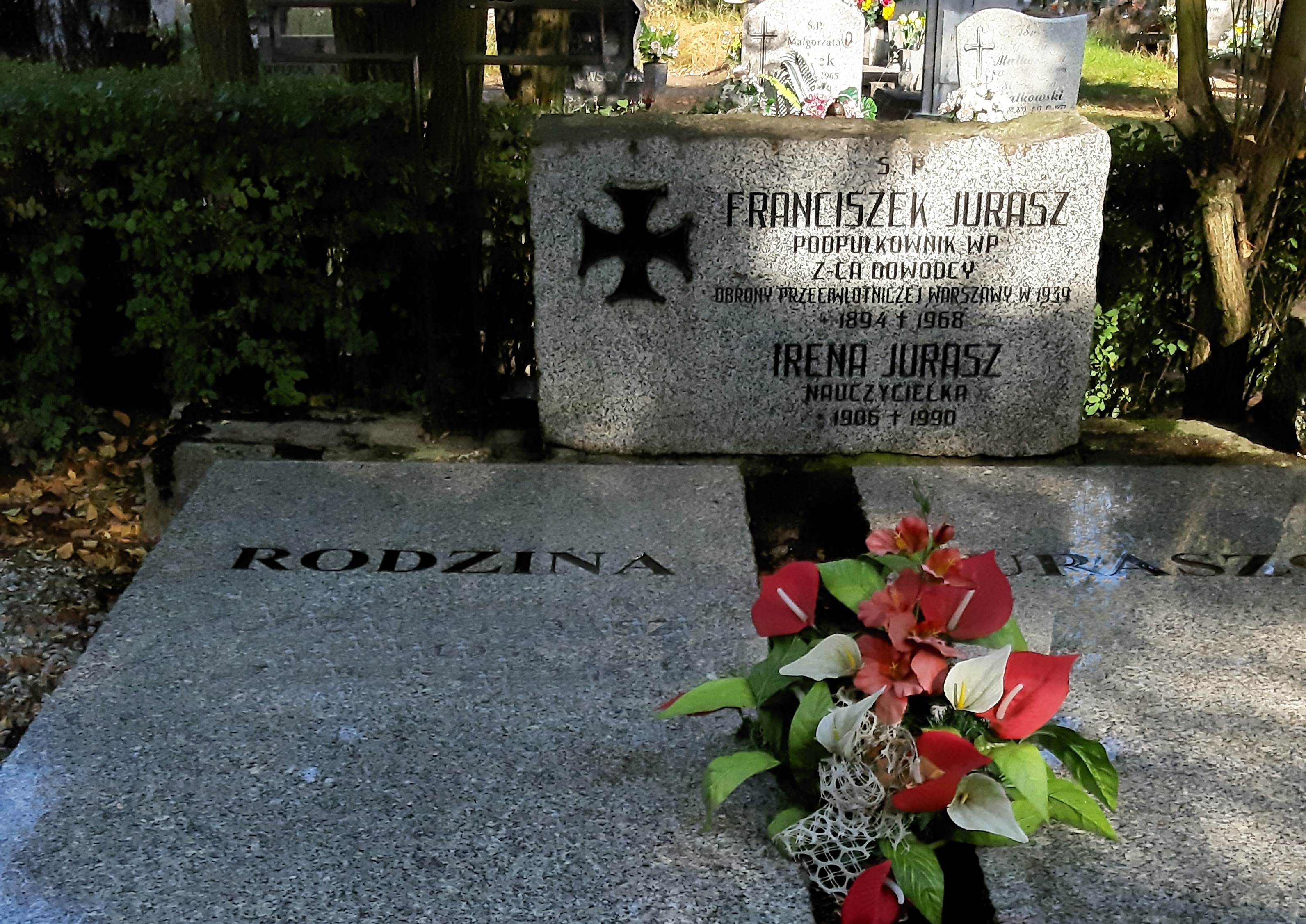
Grób ppłk Franciszka Jurasza na cmentarzu Junikowo w Poznaniu

Urodził się 26 września 1894 r. w Korczynie, pow. krośnieńskim, w rodzinie Jakuba. Egzamin dojrzałości z odznaczeniem złożył w czerwcu 1914 r. w C. K. Gimnazjum w Jaśle.
Od sierpnia 1914 do września 1917 r. służył w Legionach Polskich (1 Pułk Artylerii). Po kryzysie przysięgowym, we wrześniu 1917 r. został wcielony do armii Austro–Węgier jako bombardier z censusem, z przydziałem m.in. do baterii zapasowej 11 Brygady Artylerii Polowej oraz bombardier podchorąży w baterii zapasowej 24 Pułku Artylerii Polowej w Sopron. W październiku 1918 r. skierowany do szkoły oficerów rezerwy artylerii w Pressburgu. 
Po odzyskaniu przez Polskę niepodległości, od listopada 1918 r. w Wojsku Polskim. Służył początkowo w 5 Pułku Artylerii Polowej w Tarnowie jako oficer instrukcyjny, następnie jako oficer broni. Brał udział w wojnie polsko–bolszewickiej m.in. jako dowódca plutonu w stopniu podporucznika, a od stycznia 1921 r. – w stopniu porucznika. Po zakończeniu wojny, w grudniu 1921 r. przydzielony do 23 Pułku Artylerii Polowej w Będzinie, kolejno jako: pierwszy oficer baterii, oficer broni oraz dowódca baterii. Od lutego 1926 do kwietnia 1930 r. oddelegowany do Instytutu Badań Materiałów Uzbrojenia, pracował m.in. w Pracowni Balistyki Zewnętrznej. W listopadzie 1930 r. powierzono mu dowództwo 7 Dywizjonu Artylerii Przeciwlotniczej w Poznaniu, które sprawował do końca kwietnia 1934 r. W maju 1934 r. powierzono mu stanowisko Komendanta Centrum Wyszkolenia Artylerii Przeciwlotniczej, które zajmował do kwietnia 1936, kiedy to objął stanowisko pierwszego zastępcy dowódcy 1 Pułku Artylerii Przeciwlotniczej w Warszawie. Dnia 26 sierpnia 1939 r. został wyznaczony na komendanta Kursów Doskonalących Artylerii Przeciwlotniczej w Centrum Wyszkolenia Obrony Przeciwlotniczej i Przeciwgazowej w Trauguttowie, jednak przed wybuchem wojny nie zdążył objąć tego stanowiska.
Dnia 23 sierpnia 1939 r. mianowany na zastępcę dowódcy obrony przeciwlotniczej czynnej Warszawy. Po kapitulacji Warszawy od 28 września 1939 r. w niewoli niemieckiej. W drodze do obozu przejściowego w Błoniu doznał zawału serca. Po paromiesięcznym leczeniu szpitalnym opuścił Warszawę w roku 1940. Okupację spędził w Krośnie. Po jego wyzwoleniu w 1944 r. zgłosił się do służby wojskowej, został jednak uznany za trwale niezdolnego do jej pełnienia. Pracował m.in. jako kierownik domów leczniczych Związku Inwalidów Wojennych w Krynicy oraz jako księgowy w majątkach Brudzyń i Łęka Wielka w Wielkopolsce.
Był żonaty z Ireną z Zakrzewskich (1906–1990), z którą miał dwóch synów: Bogdana Aleksandra (1939–2018) i Krzysztofa. Pisownię nazwiska na „Jurasz” urzędowo sprostował w roku 1957.
Pochowany 17 kwietnia 1968 r. na cmentarzu Junikowo w Poznaniu (pole 4-A-42).

## Ordery i odznaczenia
- Krzyż Srebrny Orderu Virtuti Militari (1939)[9][10]
- Krzyż Niepodległości (16 września 1931)[11]
- Krzyż Walecznych nr 31110 (1949)[12]
- Złoty Krzyż Zasługi (25 maja 1939)[13]
- Medal Zwycięstwa i Wolności 1945[6]